# Jacques Arlet
Jacques Arlet (* 10. September 1907 in Schaarbeek; † unbekannt) war ein belgischer Radrennfahrer und nationaler Meister im Radsport.

## Sportliche Laufbahn
Arlet gewann 1930 die belgische Meisterschaft im Sprint der Berufsfahrer. Achtmal wurde er Vize-Meister, zumeist hinter Jef Scherens. Hinter Scherens wurde er auch 1932 Zweiter im Grand Prix de la République, einem der renommiertesten Sprintturniere jener Zeit, ansonsten war er bei kleineren Bahnrennen in Belgien erfolgreich.